# O.P. Anderson
Olof Peter Anderson (født 1796 i Göteborg – 1876) var skibsreder og spritfabrikant. Snapsen O.P. Anderson blev lanceret af hans søn Carl August i 1891.